# David Hollatius
För hans sonson, den herrnhutiske prästmannen, se David Hollaz.
David Hollaz (latiniserat Hollatius, även Hollazius), född 1648, död den april 1713 i Jakobshagen, var en tysk teolog. 
Hollatius, från 1692 kyrkoherde i Jakobshagen i Pommern, var den siste i raden av den lutherska ortodoxins mer betydande systematiker. Dock börjar redan hos honom inflytandet från pietismen i viss mån att märkas. Hans huvudarbete är Examen theologicum acroamaticum (1707; åttonde upplagan 1763).